# Caja de Agua (Metro de Lima y Callao)
Caja de Agua es la vigésima estación de la línea 1 del Metro de Lima y Callao. Está ubicada en la avenida Próceres de la Independencia cerca al óvalo Zárate, en el distrito de San Juan de Lurigancho. La estación es elevada.

## Historia
La estación fue entregada el 12 de mayo de 2014 como parte del tramo 2 de la línea. Estuvo en período de marcha blanca, hasta el día 25 de julio en que oficialmente inició operaciones comerciales.

## Acceso
El ingreso se encuentra a nivel de calle y posee dos niveles; en el primero se encuentra la zona de torniquetes y boletería.
En el segundo, las plataformas norte y sur están conectadas internamente por escaleras mecánicas y ascensores provenientes del primer nivel.

## Conexiones
Por proximidad, la estación tiene conexión con cuatro servicios del Corredor Morado.
| Corredor Morado | Corredor Morado                        | Corredor Morado                              | Corredor Morado                                        |
| Servicio        | Ruta                                   | Paradero                                     | Horario                                                |
| --------------- | -------------------------------------- | -------------------------------------------- | ------------------------------------------------------ |
| 404             | Wiesse - Abancay - Brasil              | Lima / Concejo (ida) Concejo (vuelta)        | 04:30 - 23:00 (L-D) (ida) 06:00 - 00:00 (L-D) (vuelta) |
| 405             | Wiesse - Abancay - Javier Prado        | Lima / Concejo (ida) Concejo / Lima (vuelta) | 05:00 - 23:00 (L-D) (ida) 06:00 - 23:00 (L-D) (vuelta) |
| 409             | Canto Grande - Abancay - Juan de Arona | Concejo (ida) Concejo / Lima (vuelta)        | 05:00 - 23:00 (L-D)                                    |
| 412             | Wiesse - Tacna                         | Lima / Concejo (ida) Concejo / Lima (vuelta) | 05:00 - 23:00 (L-D)                                    |